# Університет Васеда

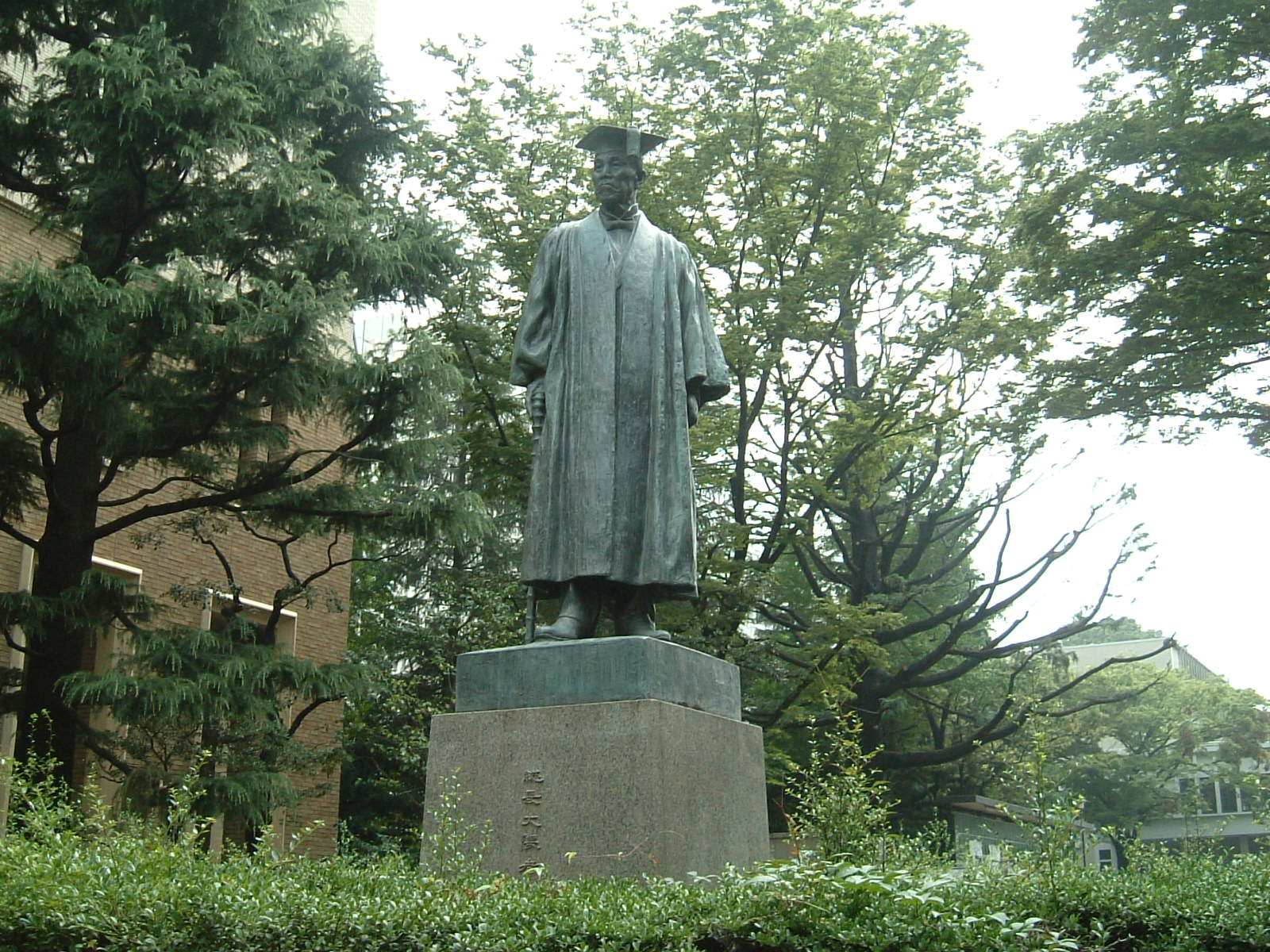
Пам'ятник Окумі Шіґенобу в університеті

Університе́т Васе́да, або Васедівський університет (яп. 早稲田大学 Васеда Дайгаку; або 早大 Содай у скороченій формі) — приватний університет у Японії. Розташований на півночі району Шінджюку, Токіо, в місцевості Васеда.

## Історія
Університет Васеда був заснований у 1882 році Окумою Сіґенобу — вченим і політиком періоду Мейдзі, що походив з роду самураїв. В 1902 заклад одержав статус університету. Більша частина будівель була зруйнована в ході бомбардувань Токіо в заключний період Другої Світові війни, але університет був відновлений і знову запрацював у 1949.
У числі найзнаменитіших факультетів Університету Васеда — філологічний. До числа його випускників належать знамениті автори Харукі Муракамі й Тавара Маті. Бібліотека Університету має у своєму розпорядженні унікальну колекцію, що успішно пережила бомбардування й втрати військового періоду, на відміну від багатьох інших. У силу цього бібліотека служить коштовним ресурсом для студентів передвоєнного періоду розвитку японської історії, культури й літературної творчості.
Університет Васеда також відомий як свого роду «стартовий майданчик» для японських політиків, за своїм статусом цей навчальний заклад нагадує російський МГІМО радянського періоду.

### Випускники
Див. також: Категорія:Випускники університету Васеда
Шість японських прем'єр-міністрів післявоєнного періоду закінчили саме Університет Васеда: Ісібасі Танзан (1956—1957), Такесіта Нобору (1987—1989), Кайфу Тосікі (1989—1991), Обуті Кейдзо (1998—2000), та Морі Йосіро (2000—2001), в тому числі й теперішній — Нода Йосіхіко (2011—). Серед останніх десяти прем'єр-міністрів, четверо закінчили Університет Васеда, двоє — Університет Кейо і тільки один — Токійський університет. Випускником Університету Васеда є навіть керівник японської соціалістичної партії Судзукі Мосабуро.
А також видатний архітектор сучасності Кійонорі Кікутаке — основоположник метаболізму в архітектурі. Мун Сон Мьон (1941—1943).

### Інші випускники
- Курімото Каору — японська письменниця.
- Цуда Сокічі — історик, який критично аналізував найдавніші японські історіографічні джерела. Він закінчив Токійський коледж, який був попередником університету.